# Sandcastle
Sandcastle — генератор документации (открытая часть некоторого внутреннего инструмента) компании Microsoft, который позволяет автоматически получить техническую документацию в стиле MSDN по заданной .NET-сборке с управляемым кодом.
Sandcastle состоит из набора утилит, которые получают метаинформацию из сборки, и затем рядом операций преобразуют её в конечный вид. В процессе преобразования информация представлена в формате XML, часть преобразований выполняется с помощью шаблонов XSLT.
Sandcastle используется внутри Microsoft для получения документации на Visual Studio и .NET Framework.